# Витимское сельское поселение
Се́льское поселе́ние «Витимское» (бур. Витимын hомон) — муниципальное образование в Баунтовский эвенкийском районе Бурятии Российской Федерации.
Административный центр — село Романовка.

## История
23 ноября 1989 года Витимский сельсовет передан из Еравнинского в Баунтовский район.
Статус и границы сельского поселения установлены Законом Республики Бурятия от 31 декабря 2004 года № 985-III «Об установлении границ, образовании и наделении статусом муниципальных образований в Республике Бурятия»

## Население
| 2002  | 2011  | 2012  | 2013  | 2014  | 2015  | 2016  |
| ----- | ----- | ----- | ----- | ----- | ----- | ----- |
| 1307  | ↘1269 | ↗1280 | ↘1253 | ↗1260 | ↘1218 | ↘1200 |
| 2017  | 2018  | 2019  | 2020  | 2021  | 2023  | 2024  |
| ↘1198 | ↘1192 | ↘1172 | ↘1164 | ↘1149 | ↘1125 | ↘1108 |

## Состав сельского поселения
| № | Населённый пункт | Тип населённого пункта       | Население |
| - | ---------------- | ---------------------------- | --------- |
| 1 | Романовка        | село, административный центр | ↘1164     |